# Pindar

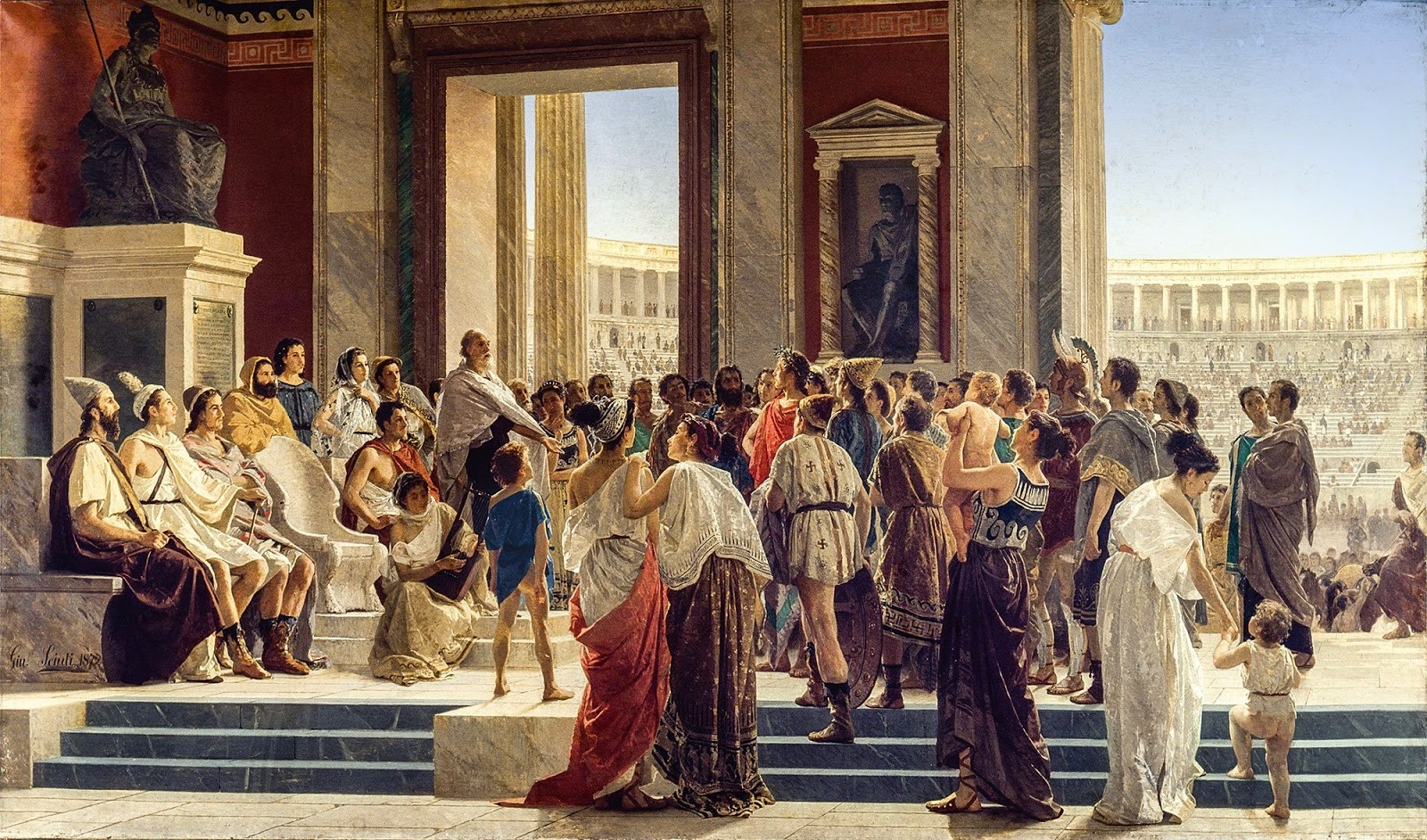
Pindar sławiący zwycięzcę olimpijskiego (mal. Giuseppe Sciuti, 1872)

Pindar, stgr. Πίνδαρος (ur. między 522 a 518 p.n.e. w Kynoskefalaj pod Tebami, zm. m. 443 a 438 p.n.e. w Argos) – grecki twórca liryki chóralnej (oda), wykonywanej przez chór przy akompaniamencie instrumentów dętych (aulos) lub strunowych (kitara).
Jego pieśni, połączone z układami tanecznymi, tworzone były ku czci bogów, lecz wyrażały też żal po śmierci określonej osoby. Znany jest głównie z utworów sławiących zwycięzców igrzysk panhelleńskich w Olimpii, Koryncie, Delfach, Nemei oraz zainspirowanych utworami Safony.
Gdy w 335 p.n.e. Aleksander Macedoński zdobył zbuntowane Teby, zburzył wszystkie domy z wyjątkiem domu Pindara, a wśród nielicznych mieszkańców nie skazanych na niewolę, znajdowali się potomkowie poety.

## Twórczość
Zachowana do czasów hellenistycznych spuścizna Pindara została uporządkowana w Bibliotece Aleksandryjskiej przez Arystofanesa z Bizancjum i Arystarcha z Samotraki; podzielono tam ją na siedemnaście ksiąg, według gatunków zaliczając Pindara do dziewięciu kanonicznych poetów lirycznych:
- cztery księgi epinikiów (pieśni zwycięskich)
- jedną księgę hymnów
- jedną księgę peanów (pieśni pochwalnych) na cześć Apolla
- dwie księgi dytyrambów na cześć Dionizosa
- dwie księgi prosodia
- trzy księgi partènia (pieśni dla chórów dziewczęcych)
- dwie księgi hyporchèmata (pieśni tanecznych)
- jedną księgę enkomia (pieśni pochwalnych)
- jedną księgę trenów – pieśni żałobnych

Z tych jedynie cztery księgi epinikiów (pieśni zwycięskich) przetrwały do naszych czasów w całości, nie stanowiąc jednak nawet czwartej części spuścizny poety. Zawierały:
- księga pierwsza – czternaście ód olimpijskich;
- księga druga – dwanaście ód pytyjskich;
- księga trzecia – jedenaście ód nemejskich;
- księga czwarta – osiem ód istmijskich.

## Polskie tłumaczenia
Nie istnieje dotychczas jednolite tłumaczenie wszystkich ód poety; pojedyncze przekładali: Adam Naruszewicz – odę Olimpijską I przełożył Adam Mickiewicz, a Stefan Srebrny – trzy olimpijskie (I, II, VI) i jedną pytyjską (I); (zob. wydanie z 1981 poniżej).
- [1824] Jan Wiernikowski: Niektóre celniejsze ody Pindara z potrzebnemi do ich zrozumienia objaśnieniami, textem greckim i tłumaczeniem prozaiczném. Wilno: Józef Zawadzki własnym nakładem. - (Pythyjska Hijeronowi, Agezydamowi Lokrowi, Asopichowi z Orchomeny, Olimpijska II, Olimpijska Teronowi)
- [1981] Częściowe wydanie ód Pindara w tłumaczeniu Alicji Szastyńskiej-Siemion i in. zaprezentowało wydawnictwo Ossolineum[a].
- [1987] Pindar: Ody zwycięskie. Olimpijskie, pytyjskie, nemejskie, istmijskie (tłumaczenie i opracowanie Mieczysław Brożek). Kraków: Wydawnictwo Literackie
- [2005] Pindar: Wybór poezji (wydanie oparte na publikacji Zakładu Narodowego im. Ossolińskich - Wydawnictwo z roku 1981, seria II Biblioteki Narodowej nr 199). Wrocław: Wydawnictwo Ossolineum/De Agostini. Opracowała Alicja Szastyńska-Siemion, wstęp + bibliografia LXXVII, tekst 169 stron, format 119x193 mm. [niezmieniony dodruk wydania z 1981?]

## Literatura tematu
- [2002] Stuligrosz Magdalena, Gnoma w twórczości Pindara, Wydawnictwo Naukowe UAM, wym. 17x24cm, stron 192. EAN 9788323211761
- (fr) [1952] Jean Irigoin, Histoire du texte de Pindare, Klincksieck, Paris
- (fr) [1956] Jacqueline Duchemin, Pindare poète et prophète, Les Belles Lettres, Paris
- (en) [1970] David C. Young, «Pindaric criticism», Pindaros und Bacchylides, Wissenschattliche Buchgesellschaft, Darmstadt
- (en) [1974] Richard Hamilton, Epinikion: General Form in the Odes of Pindar, De Gruyter, Haga
- (en) [1982] William Mullen, Pindar and Dance, Princeton
- (en) [2010] Stella P. Revard, Politics, Poetics and the Pindaric Ode 1450-1700, Turnhout, Brepols Publishers, ISBN 978-2-503-52896-0

- |  | Zobacz w Wikiźródłach tekst Olympja |